# Аккум (Маякумский сельский округ)
Аккум (каз. Аққұм) — упразднённое село в Отырарском районе Туркестанской области Казахстана. Входило в состав Маякумского сельского округа. Исключено из учётных данных в 2020 году.
Находится примерно в 41 км к северо-западу от районного центра, села Шаульдер. Код КАТО — 514845200.

## Население
В 1999 году население села составляло 145 человек (90 мужчин и 55 женщин). По данным 2009 года, в селе не было постоянного населения.